# پتر کژیوانک
پتر کژیوانک (چکی: Petr Křivánek؛ زادهٔ ۱۸ مارس ۱۹۷۰) بازیکن فوتبال اهل جمهوری چک بود.
از باشگاه‌هایی که در آن بازی کرده‌است می‌توان به باشگاه فوتبال زبرویوفکا برنو اشاره کرد.
وی همچنین در تیم ملی فوتبال جمهوری چک بازی کرده‌است.